# Copa América de Futsal de 2017
A Copa América de Futsal de 2017 foi a 12ª Edição desse certame desde que este se realiza conforme o regulamento da FIFA. Foi disputado na cidade de San Juan, capital da província do mesmo nome.
Foi organizado pela Confederação Sul-Americana de Futebol (CONMEBOL).

## Formato de jogo
O formato do torneio foi o seguinte: as dez seleções participantes são divididas em dois grupos e se enfrentam em um sistema de todos conta todos e turno único, onde cada equipe jogou 4 partidas. Avançaram a fase final os dois primeiros de cada grupo que jogaram através do sistema eliminatório, constituído das semifinais, disputa do terceiro lugar e a final. Se consagrou a campeão a seleção ganhadora da última fase.

## Sede
A sede foi confirmada pela Associação de Futebol da Argentina foi a cidade de San Juan, na província de mesmo nome. Todos os jogos ocorreram no estádio Aldo Cantoni.

## Equipes participantes
As seleções participantes são os 10 membros da Conmebol. Em 30 de março de 2017, se definiram os grupos da primeira fase.
| Seleções qualificadas | Seleções qualificadas |
| --------------------- | --------------------- |
| Argentina             | Bolívia               |
| Brasil                | Chile                 |
| Colômbia              | Equador               |
| Paraguai              | Peru                  |
| Uruguai               | Venezuela             |

## Arbitragem
A lista de árbitros oficiais foi anunciada pelo comitê organizador em 24 de março de 2017.
| - Darío Santamarina - Marcelo Bais - Henry Gutiérrez - Gean Telles - Alexandre Campos - Cristian Espíndola - Hugo Camargo - Yury García | - José Hernández - Elvis Peña - Carlos Martínez - Mario Espichan - Rolly Rojas - Daniel Rodríguez - Ándres Martínez - José Villar |

## Fase final
|  | Semifinais                            | Semifinais                            |   |                                       | Final                                 | Final |  |
|  |                                       |                                       |   |                                       |                                       |       |  |
|  | 5 de fevereiro – Estádio Aldo Cantoni |                                       |   |                                       |                                       |       |  |
|  | Argentina                             | 3                                     |   |                                       |                                       |       |  |
|  | Uruguai                               | 1                                     |   |                                       |                                       |       |  |
|  |                                       |                                       |   |                                       |                                       |       |  |
|  |                                       |                                       |   |                                       | 6 de fevereiro – Estádio Aldo Cantoni |       |  |
|  |                                       |                                       |   |                                       | Argentina                             | 2     |  |
|  |                                       | Brasil                                | 4 |                                       |                                       |       |  |
|  |                                       |                                       |   |                                       |                                       |       |  |
|  |                                       |                                       |   |                                       |                                       |       |  |
|  |                                       |                                       |   |                                       | Terceiro lugar                        |       |  |
|  | 5 de fevereiro – Estádio Aldo Cantoni | 5 de fevereiro – Estádio Aldo Cantoni |   | 6 de fevereiro – Estádio Aldo Cantoni | 6 de fevereiro – Estádio Aldo Cantoni |       |  |
|  | Brasil                                | 5                                     |   | Uruguai                               | 3                                     |       |  |
|  | Paraguai                              | 2                                     |   |                                       | Paraguai                              | 4     |  |

### Nono lugar
| 11 de abril | Chile | 1—5 | Peru | Estádio Aldo Cantoni, San Juan |
|             |       |     |      |                                |

### Sétimo lugar
| 11 de abril | Bolívia | 3—1 | Equador | Estádio Aldo Cantoni, San Juan |
|             |         |     |         |                                |

### Quinto lugar
| 12 de abril | Venezuela | 4—6 | Colômbia | Estádio Aldo Cantoni, San Juan |
|             |           |     |          |                                |

### Semifinais
| 11 de abril | Argentina | 3—1 | Uruguai | Estádio Aldo Cantoni, San Juan |
|             |           |     |         |                                |

| 11 de abril | Brasil | 5—2 | Paraguai | Estádio Aldo Cantoni, San Juan |
|             |        |     |          |                                |

### Disputa do terceiro lugar
| 12 de abril | Uruguai | 3—4 | Paraguai | Estádio Aldo Cantoni, San Juan |
|             |         |     |          |                                |

### Final
| 12 de abril | Argentina | 2—4 (pro) | Brasil | Estádio Aldo Cantoni, San Juan |
|             |           |           |        |                                |

### Tabela final
Notas